# Juki Kadžiura
Juki Kadžiura (japonsky 梶浦由記, Kadžiura Juki; * 6. srpna 1965 Tokio) je japonská hudební skladatelka a producentka. Její tvorba je zaměřena zejména na anime seriály a filmy. Podílela se rovněž na tvorbě soundtracků pro počítačové a konzolové hry.

## Životopis
Narodila se 6. srpna 1965 v Tokiu a od roku 1972 studovala hru na piáno. Později se kvůli otcově zaměstnání s rodiči přestěhovala do Západního Německa, kde vyrůstala. V sedmi letech složila svou první píseň s názvem „Děkuji, nashledanou“, kterou se před odchodem z Japonska loučila se svou babičkou. Podle jejích slov ji k hudbě dovedl otec, který byl velkým obdivovatelem operní a vážné hudby. Ve svých středoškolských letech se přestěhovala zpět do Tokia, zde vystudovala univerzitu a byla zaměstnána jako programátorka v oboru systémového inženýrství.
Na hudební tvorbu se zaměřila v roce 1992. Následující rok podepsala smlouvu s agenturou Space Craft a zahájila spolupráci se skupinou See-Saw, ve které působila až do jejího rozpadu v roce 1995. V roce 2002 se podílela na tvorbě anime .hack//Sign. Během práce na tomto projektu se seznámila s americkou zpěvačkou Emily Bindiger, s níž pro .hack//Sign nahrála přes 10 písní. V květnu 2003 založila s vokalistkou Júkou Nanri projekt FictionJunction YUUKA, později v rámci FictionJunction spolupracovala např. s Asukou Kató, Kaori Odou a rovněž s Wakanou Ótaki a Keiko Kubotou. Poslední dvě zmíněné se později staly členkami její skupiny Kalafina, založené v roce 2008 pod záštitou společnosti SME Records, pro niž skládala a produkovala hudbu. Kalafina se rozpadla na přelomu let 2018–2019; Kadžiura krátce předtím opustila agenturu Space Craft, u níž působila 25 let.
V roce 2020 obdržela cenu Japan Record Awards za skladbu Homura (炎). V současnosti se dál aktivně věnuje hudbě.

## Dílo

### Hudba k anime
| Rok vydání | Název                                    | Režie                         |
| ---------- | ---------------------------------------- | ----------------------------- |
| 1996       | Kimagure Orange Road: Summer's Beginning | Osamu Kobajaši                |
| 1997       | Eat-Man                                  | Kóiči Mašimo                  |
| 2001       | Noir                                     | Kóiči Mašimo                  |
| 2002       | Aquarian Age: Sign for Evolution         | Jošimicu Óaši                 |
| 2002       | .hack//Sign                              | Kóiči Mašimo                  |
| 2002       | .hack//Liminality                        | Kóiči Mašimo                  |
| 2004       | Le Portrait de Petit Cossette            | Akijuki Šinbó                 |
| 2004       | Madlax                                   | Kóiči Mašimo                  |
| 2004       | Mai-HiME                                 | Masakazu Obara                |
| 2005       | My-Otome                                 | Masakazu Obara                |
| 2005       | Cubasa Chronicle                         | Kóiči Mašimo a Hiroši Morioka |
| 2005       | Elemental Gelade                         | Šigeru Ueda                   |
| 2006       | .hack//Roots                             | Kóiči Mašimo                  |
| 2006       | My-Otome Zwei                            | Masakazu Obara                |
| 2007       | Šin kjúseišu densecu: Hokuto no ken      | Tojó Ašida                    |
| 2007       | El Cazador de la Bruja                   | Kóiči Mašimo                  |
| 2007–2008  | Cubasa: Tokyo Revelations                | Šunsuke Tada                  |
| 2009       | Cubasa: Šunraiki                         | Šunsuke Tada                  |
| 2009       | Pandora Hearts                           | Takao Kato                    |
| 2011       | Mahó šódžo Madoka Magika                 | Akijuki Šinbó                 |
| 2011–2012  | Fate/Zero                                | Ei Aoki                       |
| 2012       | Sword Art Online                         | Tomohiko Itó                  |
| 2014       | Sword Art Online II                      | Tomohiko Itó                  |
| 2016       | Boku dake ga inai mači                   | Tomohiko Itó                  |
| 2016–2017  | Zaregoto                                 | Akijuki Šinbó a Júki Jase     |
| 2017       | Princess Principal                       | Masaki Tačibana               |
| 2018–2020  | Sword Art Online Alicization             | Manabu Ono                    |
| 2019       | Kimecu no jaiba                          | Haruo Sotozaki                |
| 2019       | Lord El-Melloi II-sei no džikenbo        | Makoto Kató                   |

### Filmová hudba
| Rok vydání      | Název                                                        | Režie                                                 |
| --------------- | ------------------------------------------------------------ | ----------------------------------------------------- |
| 1995            | Tókjó-kjódai                                                 | Džun Ičikawa                                          |
| 1995            | Ruby Fruit                                                   | Takumi Kimiduka                                       |
| 1999            | Rainbow                                                      | Naoto Kumazawa                                        |
| 2000            | Boogiepop wa warawanai                                       | Rjú Kaneda                                            |
| 2000            | Moon                                                         | Takumi Kimiduka                                       |
| 2005            | Gekidžóban Cubasa Chronicle: Torikago no kuni no himegimi    | Icuró Kawasaki                                        |
| 2007–2009, 2013 | Kara no kjókai                                               | Ei Aoki, Takuja Nonaka, Micuru Oburai a Tomonori Sudó |
| 2008            | Achilles a želva                                             | Takeši Kitano                                         |
| 2012            | Gekidžóban Mahó šódžo Madoka Magika: Hadžimari no monogatari | Akijuki Šinbó a Jukihiro Mijamoto                     |
| 2012            | Gekidžóban Mahó šódžo Madoka Magika: Eien no monogatari      | Akijuki Šinbó a Jukihiro Mijamoto                     |
| 2013            | Gekidžóban Mahó šódžo Madoka Magika: Hangjaku no monogatari  | Akijuki Šinbó a Jukihiro Mijamoto                     |
| 2013            | Sword Art Online: Extra Edition                              | Tomohiko Itó                                          |
| 2016            | L.O.R.D: Legend of Ravaging Dynasties                        | Kuo Ťing-ming                                         |
| 2017            | Sword Art Online The Movie: Ordinal Scale                    | Tomohiko Itó                                          |
| 2017            | Gekidžóban Fate/stay night: Heaven's Feel I. presage flower  | Tomonori Sudó                                         |
| 2019            | Gekidžóban Fate/stay night: Heaven's Feel II. lost butterfly | Tomonori Sudó                                         |
| 2020            | Gekidžóban Fate/stay night: Heaven's Feel III. spring song   | Tomonori Sudó                                         |
| 2020            | Gekidžóban Kimecu no jaiba: Mugen rešša-hen                  | Haruo Sotozaki                                        |
| 2021            | Princess Principal: Crown Handler                            | Masaki Tačibana                                       |
| 2021            | Sword Art Online Progressive: Hoši-naki joru no Aria         | Ajako Kawano                                          |

### Herní hudba
| Rok vydání | Název                                          | Platforma     | Společnost                  | Poznámky      |
| ---------- | ---------------------------------------------- | ------------- | --------------------------- | ------------- |
| 1998       | Double Cast                                    | PlayStation   | Sony Computer Entertainment |               |
| 1999       | Meguriaišite                                   | PlayStation   | Sony Music Entertainment    |               |
| 2000       | Blood: The Last Vampire                        | PlayStation 2 | Sony Computer Entertainment |               |
| 2004       | Xenosaga Episode II: Jenseits von Gut und Böse | PlayStation 2 | Namco                       | filmové scény |
| 2006       | Xenosaga Episode III: Also sprach Zarathustra  | PlayStation 2 | Namco                       |               |

### Muzikály
| Rok vydání | Název                    |
| ---------- | ------------------------ |
| 1998       | Sakura-Wars              |
| 1998       | Fine                     |
| 1999       | Funk-a-Step              |
| 1999       | Funk-a-Step II           |
| 1999–2000  | Christmas Juliette       |
| 2000       | High-School Revolution   |
| 2000       | Christmas Juliette       |
| 2001       | Shooting-Star Lullaby    |
| 2002       | Love's Labour's Lost/Set |
| 2006       | Angel Gate               |

### Sólová alba
| Rok vydání | Název !    |
| ---------- | ---------- |
| 2003       | Fiction    |
| 2011       | Fiction II |

### Studiová alba
| Rok vydání | Název             | Umělec                |
| ---------- | ----------------- | --------------------- |
| 1993       | I Have a Dream    | See-Saw               |
| 1994       | See-Saw           | See-Saw               |
| 2003       | Early Best        | See-Saw               |
| 2003       | Dream Field       | See-Saw               |
| 2003       | melody            | Saeko Čiba            |
| 2004       | everything        | Saeko Čiba            |
| 2004       | Destination       | FictionJunction Yuuka |
| 2007       | Circus            | FictionJunction Yuuka |
| 2008       | Re/oblivious      | Kalafina              |
| 2009       | Everlasting Songs | FictionJunction       |
| 2009       | Seventh Heaven    | Kalafina              |
| 2010       | Red Moon          | Kalafina              |
| 2011       | After Eden        | Kalafina              |
| 2013       | Consolation       | Kalafina              |
| 2014       | Elemental         | FictionJunction       |
| 2015       | far on the water  | Kalafina              |

### Kompilační alba
| Rok vydání | Název                    |
| ---------- | ------------------------ |
| 2011       | The Works for Soundtrack |

### Další tvorba
| Rok vydání | Žánr         | Projekt                                  | Tvorba |
| ---------- | ------------ | ---------------------------------------- | --- |
| 1995       | anime        | Jura Tripper                             | závěrečná znělka |
| 2002       | anime        | Mobile Suit Gundam Seed                  | závěrečná znělka a vložené skladby |
| 2003       | anime        | Chrono Crusade                           | závěrečná znělka (Sajonara Solitaire) |
| 2003       | videohra     | .hack//Quarantine                        | píseň „Jasašii joake“ |
| 2003       | anime        | The World of Narue                       | závěrečná znělka |
| 2004       | anime        | Mobile Suit Gundam Seed Destiny          | závěrečná znělka a vložené skladby |
| 2004       | anime        | .hack//Legend of the Twilight            | závěrečná znělka |
| 2005       | anime        | Loveless                                 | ústřední skladba |
| 2006       | anime        | Šónen onmjódži                           | úvodní znělka |
| 2006       | anime        | .hack//Roots                             | úvodní znělka |
| 2006       | anime        | Bakumacu kikansecu irohanihoheto         | úvodní znělka |
| 2007       | anime        | My-Otome Zwei                            | 2. a 3. závěrečná znělka |
| 2007       | anime        | Baccano!                                 | závěrečná znělka |
| 2008       | anime        | Amacuki                                  | závěrečná znělka |
| 2008       | anime        | Kurošicudži                              | závěrečná znělka |
| 2009       | dokument     | Unknown Episodes of History - Historia   | soundtrack |
| 2010       | anime        | So Ra No Wo To                           | úvodní znělka |
| 2010       | anime        | Ókami kakuši                             | ústřední skladba |
| 2010       | anime        | Eve no džikan                            | závěrečná znělka |
| 2010       | videohra     | Nobunaga no jabó                         | ústřední skladba |
| 2010       | anime        | Kurošicudži II                           | vložená skladba |
| 2010       | hraný seriál | 15-sai no šiganhei                       | hudba |
| 2010       | videohra     | .hack//Link                              | znovupoužitá hudba: Edge (z .hack//Liminality Volume 1: In the Case of Mai Minase), Obsession z .hack//Sign a Silly-Go-Round. (z .hack//Roots) |
| 2011       | dokument     | Unknown Episodes of History - Historia 2 | soundtrack |
| 2011       | anime        | Sacred Seven                             | úvodní znělka |
| 2011       | videohra     | Senricu no Stratus                       | úvodní znělka |
| 2011       | anime        | Fate/Zero                                | úvodní znělka |
| 2014       | hraný seriál | Hanako to Anne                           | hudba |
| 2014       | anime        | Aldnoah.Zero                             | úvodní znělka |
| 2014       | anime        | Fate/stay night: Unlimited Blade Works   | jako hostující skladatelka, závěrečná znělka                                                                                                   |
| 2015       | anime        | Arslan senki                             | závěrečná znělka |
| 2016       | anime        | Arslan senki: Fúdžin ranbu               | závěrečná znělka |
| 2019       | hraný film   | Eien no Nispa                            | hudba |
| 2020       | hudba        | píseň „To the Next Era“ od JAM Projectu  | kompozice a aranžmá |